# Bakary Soumare
Bakary Soumare (ur. 9 listopada 1985 w Bamako) – malijski piłkarz grający na pozycji środkowego obrońcy.

## Kariera klubowa
Soumare urodził się w Bamako, jednak już jako dziecko wyemigrował z rodziną do Paryża. Z kolei jako nastolatek przeniósł się do Nowego Jorku. Tam też rozpoczął karierę piłkarską w klubie Red Storm Arrows, z którym grał w rozgrywkach Super Y-League. Następnie uczęszczał na Salle Academy i przez 3 lata grał w tamtejszej drużynie piłkarskiej. Z kolei w latach 2005-2007 grał w Virginia Cavaliers, zespole uniwersyteckim University of Virginia.
W 2007 roku Soumare został wybrany z numerem 2. w drafcie Major League Soccer przez klub Chicago Fire. W lidze zadebiutował 27 maja 2007 w zremisowanym 0:0 domowym spotkaniu z Real Salt Lake. Od czasu debiutu był podstawowym zawodnikiem Fire. W 2008 roku został uznany Obrońcą Roku w Major League Soccer i wybrano go do najlepszej jedenastki sezonu.
24 sierpnia 2009 roku Soumare podpisał czteroletni kontrakt z francuskim US Boulogne. Kontrakt opiewał na kwotę 1,5 miliona euro. W Ligue 1 po raz pierwszy wystąpił 19 września 2009 w przegranym 0:2 meczu z Girondins Bordeaux.
| Sezon   | Klub               | Kraj              | Rozgrywki             | Mecze | Bramki |
| ------- | ------------------ | ----------------- | --------------------- | ----- | ------ |
| 2007    | Chicago Fire       | Stany Zjednoczone | Major League Soccer   | 18    | 0      |
| 2008    | Chicago Fire       | Stany Zjednoczone | Major League Soccer   | 29    | 0      |
| 2009    | Chicago Fire       | Stany Zjednoczone | Major League Soccer   | 16    | 0      |
| 2009/10 | US Boulogne        | Francja           | Ligue 1               | 20    | 0      |
| 2010/11 | US Boulogne        | Francja           | Ligue 2               | 31    | 2      |
| 2011/12 | US Boulogne        | Francja           | Ligue 2               | 16    | 0      |
| 2011/12 | Karlsruher SC      | Niemcy            | 2. Fußball-Bundesliga | 7     | 0      |
| 2012    | Philadelphia Union | Stany Zjednoczone | Major League Soccer   | 1     | 0      |
| 2013    | Philadelphia Union | Stany Zjednoczone | Major League Soccer   | 3     | 0      |
| 2013    | Chicago Fire       | Stany Zjednoczone | Major League Soccer   | 22    | 1      |
| 2014    | Chicago Fire       | Stany Zjednoczone | Major League Soccer   | 26    | 0      |
| 2015    | Montreal Impact    | Kanada            | Major League Soccer   | 10    | 0      |
| 2015    | FC Dallas          | Stany Zjednoczone | Major League Soccer   | 0     | 0      |

## Kariera reprezentacyjna
W reprezentacji Mali Soumare zadebiutował 11 lutego 2009 roku w wygranym 4:0 towarzyskim spotkaniu z Angolą. W 2010 roku został powołany do kadry na Puchar Narodów Afryki 2010.